# 斑條尖鼻魨
斑條尖鼻魨為輻鰭魚綱魨形目四齒魨亞目四齒魨科的其中一種，為熱帶海水魚，分布於中太平洋東部墨西哥至巴拿馬海域，棲息深度3-21公尺，體長可達9公分，棲息在有遮蔽的礁石區，生活習性不明。